# Korting voor directe beleggingen in durfkapitaal en culturele beleggingen
De korting voor directe beleggingen in durfkapitaal en culturele beleggingen is een voormalige Nederlandse belastingmaatregel die deel uitmaakte van de heffingskorting die na het berekenen van de te betalen belasting hiervan afgetrokken mag worden. Hierdoor hoefde dus minder belasting betaald te worden.
Belastingplichtigen die direct beleggen in durfkapitaal (niet via een durfkapitaalfonds) en/of culturele beleggingen doen hadden recht op deze heffingskorting.
De korting bedroeg t/m 2010 1,3% van het bedrag dat daarvoor gemiddeld is vrijgesteld op grond van de bepalingen in box 3. Deze heffingskorting is sinds 2011 geleidelijk verminderd: deze was 1% in 2011 en 0,7% in 2012. De korting zou 0,4% zijn in 2013, en zou vervallen met ingang van 2014.
Naar aanleiding van het Begrotingsakkoord 2013 is echter aangenomen de Wet uitwerking fiscale maatregelen Begrotingsakkoord 2013 (UFM) die de heffingskorting al per 1 januari 2013 afschafte.
Kinderkorting · Combinatiekorting · Aanvullende combinatiekorting · Alleenstaande-ouderkorting · Ouderenkorting · Aanvullende ouderenkorting · Jonggehandicaptenkorting · Levensloopverlofkorting · Korting voor groene beleggingen